# Ripalta Arpina
Ripalta Arpina – miejscowość i gmina we Włoszech, w regionie Lombardia, w prowincji Cremona.
Według danych na rok 2004 gminę zamieszkiwało 951 osób, 158,5 os./km².